# Óleo de fígado de bacalhau

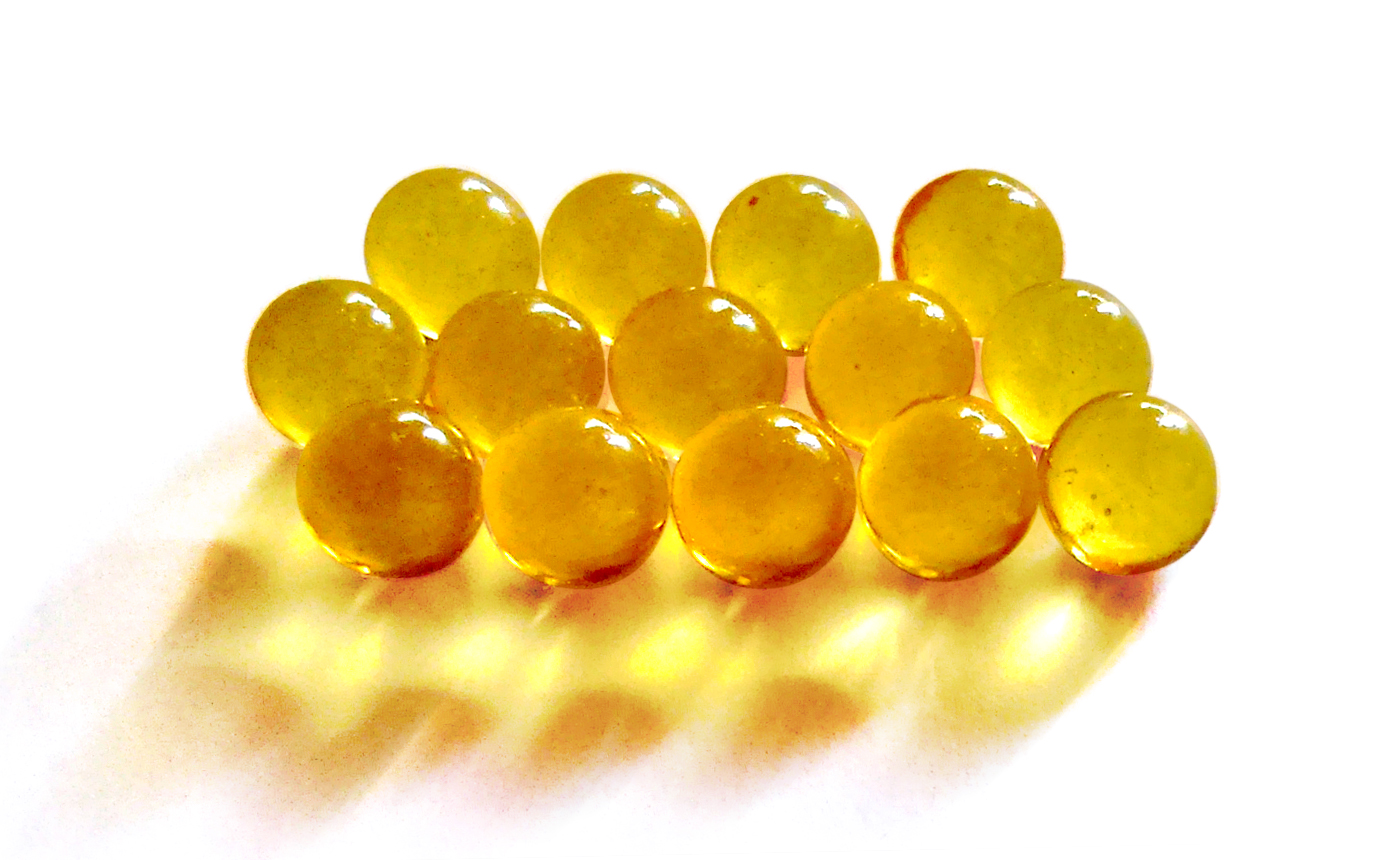
Óleo de fígado de bacalhau em cápsulas

O óleo de fígado de bacalhau é um óleo extraído do fígado do bacalhau que é rico em vitamina A e vitamina D. Ele é bastante utilizado como complemento alimentar nos países nórdicos, onde a baixa exposição da pele ao sol causada pelas longas noites de inverno diminui a produção de vitamina D pelo organismo humano. 